# Nguyễn Văn Huy (quân nhân)
Nguyễn Văn Huy (sinh 1938), nguyên là một sĩ quan Bộ binh cao cấp của Quân lực Việt Nam Cộng hòa, cấp bậc Đại tá. Ông xuất thân từ trường Võ bị Quốc gia Việt Nam vị trí tại nam cao nguyên Trung phần. Ra trường ông được phân bổ về một đơn vị Bộ binh biệt lập. Ông đã đảm trách từ chức vụ chỉ huy cấp Trung đội, tuần tự theo hệ thống quân giai lên đến chỉ huy cấp Trung đoàn Bộ binh. Về sau, ông được biệt phái sang lĩnh vực Hành chính Quân sự, đứng đầu một Tiểu khu thuộc vùng Đồng bằng sông Cửu Long.

## Tiểu sử và Binh nghiệp
Ông sinh ngày 18 tháng 3 năm 1938 trong một gia đình thương nhân khá giả tại Sài Gòn, miền Nam Việt Nam. Thời niên thiếu ông theo học Tiểu học và Trung học tại Sài Gòn. Năm 1957, ông tốt nghiệp Trung học Phổ thông với văn bằng Tú tài toàn phần (Part II). Khi đang học dở dang ở đầu niên khóa thứ hai của bậc Đại học, ông được gọi nhập ngũ.

### Quân đội Việt Nam Cộng hòa
Tháng 10 năm 1959, thi hành lệnh động viên, ông trình diện nhập ngũ vào Quân đội Việt Nam Cộng hòa, mang số quân: 58/106.282. Ông thi trúng tuyển vào trường Võ bị Quốc gia Đà Lạt, nhập học khóa 16 mang tên "Ấp Chiến Lược" được khai giảng ngày 23 tháng 11 năm 1959. Ngày 22 tháng 12 năm 1962 mãn khóa tốt nghiệp với cấp bậc Thiếu úy hiện dịch. Ra trường, ông được chọn về Binh chủng Biệt động quân, tiếp tục thụ huấn thêm khóa đào tạo cán bộ Biệt động quân và khóa chiến thuật "Rừng núi sình lầy" tại Quân trường Dục Mỹ trong thời gian 3 tháng.
Đầu tháng 4 năm 1963, rời quân trường Dục Mỹ, ông được được chuyển về Đại đội biệt lập Biệt động quân giữ chức vụ Trung đội trưởng, đồn trú và hoạt động tại các tỉnh thuộc Quân đoàn IV và Vùng 4 Chiến thuật. Đầu tháng 11 cùng năm, sau cuộc Đảo chính ngày 1 tháng 11 năm 1963 lật đổ Tổng thống Ngô Đình Diệm, ông được thăng cấp Trung úy và được cử làm Đại đội trưởng. Ngày 1 tháng 11 năm 1964 (kỷ niệm một năm ngày Cách mạng thành công), ông được đặc cách tại mặt trận thăng cấp Đại úy và được thăng chức lên làm Tiểu đoàn phó Tiểu đoàn 44 Biệt động quân.

### Quân lực Việt Nam Cộng hòa
Ngày Quốc khánh lần thứ hai của nền Đệ nhị Cộng hòa 1 tháng 11 năm 1965, một lần nữa ông được đặc cách thăng cấp Thiếu tá và được cử giữ chức vụ Tiểu đoàn trưởng Tiểu đoàn 44 thay thế Thiếu tá Lê Văn Dần
Đầu năm 1968, ông được thăng cấp Trung tá chuyển ra miền Trung thuộc Vùng 1 chiến thuật, ông được cử làm Liên đoàn trưởng Liên đoàn 1 Biệt động quân, đồn trú tại Đà Nẵng. Đơn vị do ông chỉ huy đã tham gia trực tiếp trong chiến dịch tái chiếm Thành phố Huế ở mặt trận Tết Mậu Thân. Tháng 8 năm 1969, ông được chuyển trở lại Vùng 4 Chiến thuật và được cử làm Trung đoàn trưởng Trung đoàn 12 thuộc Sư đoàn 7 Bộ binh do Chuẩn tướng Nguyễn Thanh Hoàng làm Tư lệnh. Thời điểm này, Trung đoàn do ông chỉ huy đã trực tiếp tham dự chiến trường Mộc Hóa và Campuchia.
Ngày Quân lực 19 tháng 6 năm 1973, ông được thăng cấp Đại tá tại nhiệm. Hai tháng sau ông biệt phái sang lĩnh vực Hành chính Quân sự, được bổ nhiệm giữ chức vụ Tỉnh trưởng kiêm Tiểu khu trưởng Kiến Tường (một tỉnh có vị trí địa lý sát biên giới Campuchia) tay thế Đại tá Trần Trọng Minh. Ông đã ở chức vụ này cho đến cuối tháng 4 năm 1975.

## 1975
Sau ngày 30 tháng 4, ông ra trình diện Chính quyền Cách mạng Quân quản Tp Sài Gòn, bị đưa đi tù lưu đày (cải tạo) từ Nam ra Bắc. Mãi đến tháng 8 năm 1988 ông mới được trả tự do.
Tháng 11 năm 1991, ông và gia đình xuất cảnh diện H.O do Chính phủ Hoa Kỳ bảo lãnh theo chương trình "Ra đi có Trật tự" và định cư ở miền Nam Tiểu bang California, Hoa Kỳ.

## Huy chương
-Đệ tam đẳng Bảo quốc Huân chương.
-21 Anh dũng Bội tinh với nhành Dương liễu.
-4 Chiến thương Bội tinh.
-2 Huy chương Hoa Kỳ.